# 5541 Seimei
5541 Seimei este un asteroid din centura principală de asteroizi.

## Descriere
5541 Seimei este un asteroid din centura principală de asteroizi. A fost descoperit pe 22 octombrie 1976 la Kiso de Hiroki Kosai și Kiichiro Hurukawa. El prezintă o orbită caracterizată de o semiaxă mare de 3,18 ua, o excentricitate de 0,15 și o înclinație de 12,9° în raport cu ecliptica.